# Aeschnophlebia taiwana
Aeschnophlebia taiwana – gatunek ważki z rodziny żagnicowatych (Aeshnidae). Występuje w górach Yang Ming w północno-wschodniej części Tajwanu i prawdopodobnie jest endemitem tej wyspy.